# Southern Wine & Spirits
Southern Wine & Spirits of America, Inc. ist ein US-amerikanisches Unternehmen mit Firmensitz in Miami, Florida. 
Das Unternehmen ist tätig im Groß- und Zwischenhandel mit amerikanischen und ausländischen Weinen und Spirituosen in 30 US-amerikanischen Bundesstaaten. Besonders bemüht es sich um die Vermarktung französischer Spitzenweine. Mel Dick, der Präsident der Weinabteilung, ist für seine Verdienste um den Vertrieb französischer Weine von Jacques Chirac mit dem Orden der Ehrenlegion ausgezeichnet worden. Das Unternehmen wurde 1968 in Florida gegründet. 2006 zählte Southern Wine & Spirits nach Angaben von Forbes Magazine rund 10.300 Mitarbeiter und erzielte einen Umsatz von 6,98 Milliarden US-Dollar. Das Unternehmen befindet sich mehrheitlich im Besitz von Harvey Chaplin und seinem Sohn Wayne Chaplin.